# Navidad
Navidad é uma comuna da província de Cardenal Caro, localizada na Região de O'Higgins, Chile. Possui uma área de 300,4 km² e uma população de 5.422 habitantes (2002).